# 井野将之
井野 将之（いの まさゆき、1979年 - ）は、日本のファッション・デザイナー。doubletブランド創立者。

## 来歴
群馬県前橋市に生まれる。NIGO、高橋盾、荒川眞一郎、大出由紀子など、群馬県出身の有名デザイナーが多い理由をインタビューで訊かれて「群馬にはジャンルを度外視した変わり種のセレクトショップや古着屋があって、その型にはまらないカオスな感じがデザイナーの育成に役立っているのかもしれない」と答えた。
サッカー少年だったが、体育会系的な人間関係に疑問を感じ、ファッションを志す。
東京モード学園卒業後、企業デザイナーから独立を目論むも軌道に乗らず、懇意にしてもらっていた浅草のベルト工場で働く。
「MIHARA YASUHIRO」の三原康裕に師事。
2012年にパタンナー村上高士とdoubletブランドを創立。
2018年LVMHプライズ・グランプリをアジア人で初めて受賞し、授賞式では女優でルイ・ヴィトン・アンバサダーのエマ・ストーンから授賞される。